# Hypochrosis
Hypochrosis es un género de polillas perteneciente a la familia Geometridae. Fue erigido por Achille Guenée en 1857.

## Descripción
Los palpos generalmente no sobrepasan la frente. Las antenas bipectinadas (en forma de peine en ambos lados) en ambos sexos, las ramas en el macho son más largas que en la hembra. La pata delantera cuenta con el proceso que sobrepasa al extremo de la tibia y tibia trasera no se ve dilatada. Las alas anteriores cuentan con la costa arqueada hacia el ápice. La vena 3 corre desde previo al ángulo de la célula y las venas 7, 8 y 9 son pedunculadas desde antes del ángulo superior del ala.: Notas 1  En las alas posteriores la vena 3 corre desde antes del ángulo de la celda.

## Distribución
Se han descrito especies en: África, incluyendo Madagascar, China, Himalaya, Sri Lanka, el estado Assam de la India, Birmania, las islas Andamán, Sumatra, Borneo y las islas Aru.

## Especies
- Hypochrosis abstractaria Walker, [1863]
- Hypochrosis albodecorata Swinhoe, 1902
- Hypochrosis banakaria Plötz, 1880
- Hypochrosis binexata (Walker, [1863])
- Hypochrosis chlorozonaria Walker, 1860
- Hypochrosis cryptopyrrhata (Walker, [1863])
- Hypochrosis euphyes Prout, 1915
- Hypochrosis flavifusata
- Hypochrosis hyadaria Guenée, 1857[1]
- Hypochrosis iris (Butler, 1880)
- Hypochrosis irrorata[1]
- Hypochrosis praeaurata Prout, 1928
- Hypochrosis pyrrhophaeata (Walker, [1863])
- Hypochrosis rufescens (Butler, 1880)
- Hypochrosis sternaria Guenée, 1857
- Hypochrosis subrufa (Bastelberger, 1908)
- Hypochrosis suffusata Pagenstecher, 1907
- Hypochrosis waterstradti Holloway, 1976